# Яровая (посёлок)
Ярова́я (укр. Ярова) — посёлок (бывший ПГТ) в Краматорском районе Донецкой области у реки Северский Донец, центр Яровского поселкового совета.

## История
С 1938 года — посёлок.
Во время Великой Отечественной войны через посёлок дважды проходила линия фронта.
В январе 1989 года численность населения составляла 2471 человек.
По состоянию на 1 января 2013 года численность населения составляла 2018 человек.
В половине километра от Яровой находится орнитологический заказник местного значения Болото Мартыненково, леса Яровой входит в состав Национального природного парка «Святые горы».
С начала июня по сентябрь 2022 года посёлок находился под российской оккупацией. 19 сентября Яровая была освобождена силами армии Украины

## Местный совет
84432, Донецкая обл., Лиманский р-н, смт. Ярова, ул. Кооперативная, 7